# تأثير غانزفيلد
تأثير غانزفيلد (بالإنجليزية: Ganzfeld effect)‏ (من الألمانية تعني «الحقل الكامل»)، أو الحرمان الإدراكي، هو ظاهرة إدراك ناتجة عن التعرض لحقل تحفيز غير منظم وموحد. التأثير هو نتيجة تضخيم الدماغ للضوضاء العصبية من أجل البحث عن الإشارات البصرية المفقودة. [بحاجة لمصدر أفضل] يتم تفسير الضوضاء في القشرة البصرية العليا، وتؤدي إلى الهلوسة. 
تمت دراستها أكثر من خلال الرؤية عبر التحديق في مجال لون غير متمايز وموحد. يوصف التأثير البصري على أنه فقدان الرؤية لأن الدماغ يقطع الإشارة الثابتة من العين. والنتيجة هي «رؤية اللون الأسود»، وشعور واضح بالعمى. يتسبب غانزفيلد الوامض في ظهور أنماط وألوان هندسية، وهذا هو مبدأ العمل لآلات العقل ودريم ماشين (Dreamachine). يمكن أن يثير تأثير غانزفيلد أيضًا تصورات هلوسة لدى العديد من الأشخاص، بالإضافة إلى حالة متغيرة من الوعي.
يُطلق على استقراء غانزفيلد (Ganzfeld induction) بحواس متعددة اسم غانزفيلد متعدد الوسائط. يتم ذلك عادةً عن طريق ارتداء نظارات غانزفيلد، بالإضافة إلى سماعات الرأس ذات الحافز الموحد.
التأثير ذو الصلة هو الحرمان الحسي، على الرغم من أنه في هذه الحالة يتم تقليل الحافز إلى الحد الأدنى بدلاً من عدم التنظيم. تشبه الهلوسة التي تظهر في ظل الحرمان الحسي المطول الإدراكات الأولية التي يسببها غانزفيلد المضيء، وتشمل أحاسيس عابرة من ومضات الضوء أو الألوان. يمكن أن تتحول الهلوسة الناتجة عن الحرمان الحسي، مثل الهلوسة التي يسببها غانزفيلد، إلى مشاهد معقدة.
كان ويليام ج.براود [الإنجليزية]مع تشارلز هونورتون [الإنجليزية] أول من قام بتعديل إجراء غانزفيلد لاستخدام التخاطر. التأثير هو أحد مكونات تجربة غانزفيلد، وهي تقنية مستخدمة في مجال ما وراء علم النفس.

## تاريخ
في الثلاثينيات من القرن الماضي، أثبت بحث أجراه عالم النفس وولفجانج ميتزجر أنه عندما يحدق الأشخاص في مجال رؤية خالٍ من الملامح، فإنهم يصابون بالهلوسة باستمرار وتغير مخطط كهربية الدماغ لديهم.
تم الإبلاغ عن تأثير جانزفيلد منذ العصور القديمة. تراجع أتباع فيثاغورس إلى كهوف شديدة السواد لتلقي الحكمة من خلال رؤاهم،  المعروفة باسم سينما السجين. أفاد عمال المناجم المحاصرون بسبب الحوادث في المناجم في كثير من الأحيان عن الهلوسة والرؤى ورؤية الأشباح عندما كانوا في الظلام الدامس لعدة أيام. كما أبلغ المستكشفون في القطب الشمالي الذين لم يروا شيئًا سوى منظر طبيعي خالي من الملامح للثلج الأبيض لفترة طويلة عن هلوسة وحالة ذهنية متغيرة.